# Référendums irlandais de 2012
Deux référendums ont lieu en Irlande en 2012 afin de modifier la Constitution :
- le 31 mai 2012 sur le pacte budgétaire européen ;
- le 10 novembre 2012 sur les droits des enfants.